# Nyssa shweliensis
Nyssa shweliensis är en kornellväxtart som först beskrevs av William Wright Smith, och fick sitt nu gällande namn av Airy Shaw. Nyssa shweliensis ingår i släktet Nyssa och familjen kornellväxter. Inga underarter finns listade i Catalogue of Life.